# SN 1999by
SN 1999by是旋渦星系NGC 2841中的一顆特殊Ia超新星，位於北天星座大熊座中。它是人類觀測到的最黯淡的Ia超新星之一
。

## 觀測

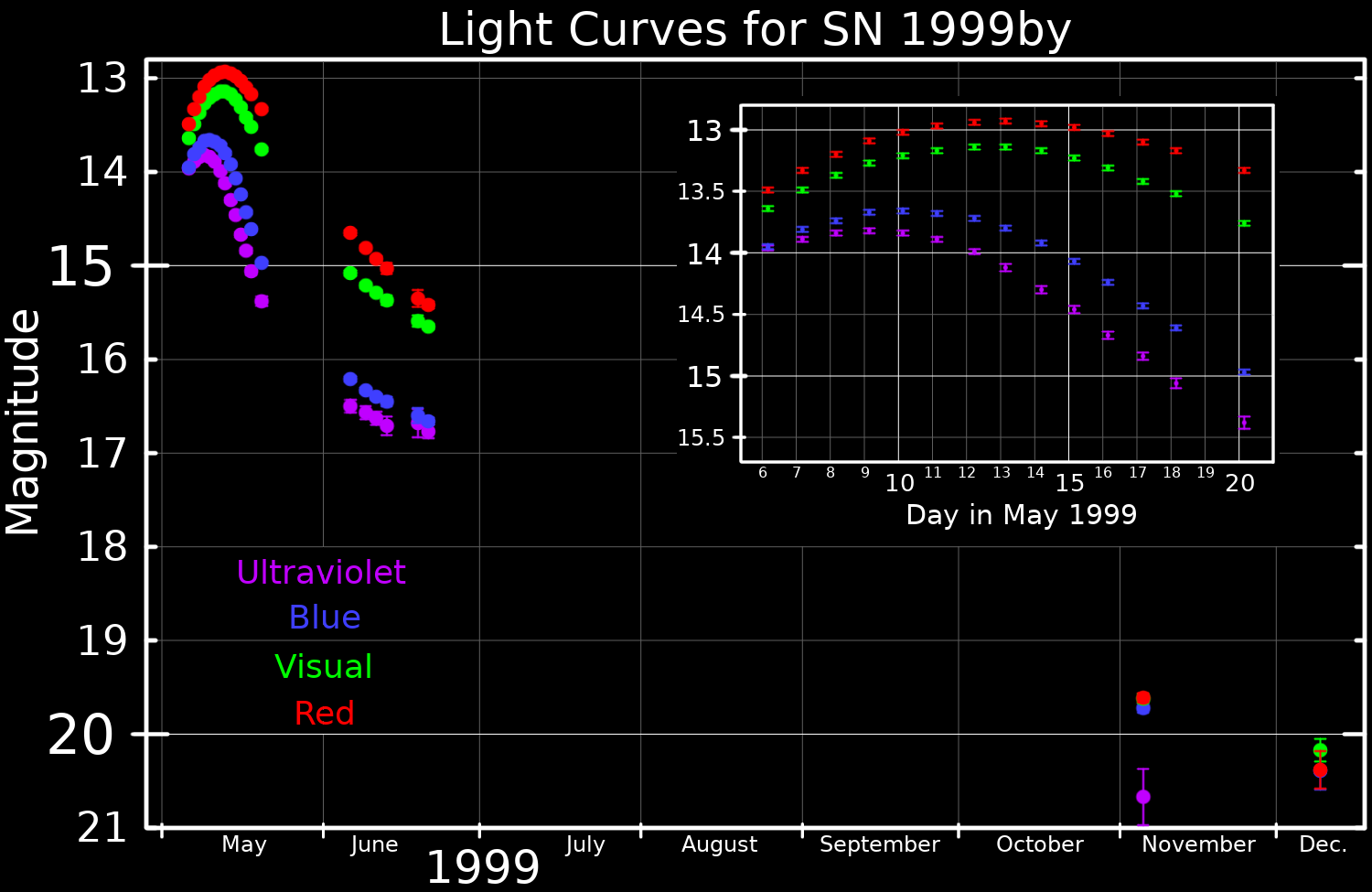
SN 1999by四個不同波段的光變曲線，由Garnavich et el發表的數據製成。內部的小窗口顯示了超新星亮度最高時的放大圖。

這顆超新星於1999年4月30日從感光耦合元件拍攝的照片中被發現。位於南旺斯頓的R.Arbour單獨報告了此超新星，而利克天文台超新星搜尋團隊也對其作出報告。這顆超新星位於絮結螺旋星系NGC 2841中，該星系過去曾發生三次超新星爆發事件。這顆超新星位於該星系中心偏北91″及偏西100″  。SN 1999by於該年5月2日被分類為一顆Ia超新星，但其特殊的光譜顯示其較為黯淡 。該年5月11日，該超新星的視星等達到頂峰，約為13.10+0.05
−0.05等。
根據該星系與地球間的距離，該超新星的最高絕對星等約為 −17.12 (V)，較一般Ia超新星黯淡約2.5等。該超新星的亮度跌幅也較一般Ia超新星高，為迄今為止觀測到的跌幅最高超新星之一。偏振測量顯示該超新星擁有固有偏振的特性，這是人類第一次在Ia超新星中發現此類特徵。按幾何學原理，這說明該超新星擁有對稱軸，可由從該天體赤道看見的20%非球體性建模。這種現象有多種可能的解釋，包括該白矮星的快速旋轉或兩個白矮星分解並融合。

## 更多
- Garnavich, Peter M.;  et al, , The Astrophysical Journal, October 2004, 613 (2): 1120−1132, Bibcode:2004ApJ...613.1120G, arXiv:astro-ph/0105490 , doi:10.1086/422986.
- Höflich, Peter;  et al, , The Astrophysical Journal, April 2002, 568 (2): 791–806, Bibcode:2002ApJ...568..791H, arXiv:astro-ph/0112126 , doi:10.1086/339063.